# والنسیا، سانتا کلاریتا، کالیفرنیا
والنسیا، کالیفرنیا (به انگلیسی: Valencia, California) یک منطقه مسکونی در ایالات متحده آمریکا است که در کالیفرنیا واقع شده‌است.

## خصوصیات
والنسیا ۳۲٬۶۰۵ نفر جمعیت دارد و ۳۰۹٫۹۹ متر بالاتر از سطح دریا واقع شده‌است.